# Ceryx resecta
Ceryx resecta är en fjärilsart som beskrevs av Herrich-Schäffer 1855. Ceryx resecta ingår i släktet Ceryx och familjen björnspinnare. Inga underarter finns listade i Catalogue of Life.